# Pete Stark
Fortney Hillman "Pete" Stark jr. (Milwaukee, 11 november 1931 – Maryland, 24 januari 2020) was een Amerikaans politicus van de Democratische Partij. 

## Loopbaan
Pete Stark zetelde van 1973 tot 2013 in het Huis van Afgevaardigden. Hij vertegenwoordigde sinds zijn eerste verkiezing een deel van Alameda County in Californië, dat eerst onder het 8e congresdistrict viel, later onder het 9e en ten slotte onder het 13e. Toen zijn district hertekend werd voor de verkiezingen van 2012 kwam Stark op in het nieuwe 15e district, waar hij echter verloor van zijn partijgenoot Eric Swalwell.

## Atheïsme
Pete Stark was het eerste openlijk atheïstische lid van het Amerikaans Congres. In januari 2007 bevestigde Stark voor het eerst dat hij een atheïst was. Op 20 september 2007 herbevestigde hij zijn standpunt in een publieke mededeling op een bijeenkomst van secularistische en atheïstische verenigingen. De American Humanist Association noemde Stark "Humanist van het Jaar 2008".